# هاتف مصرفي
الهاتف المصرفي هي خدمة مقدمة من قبل المصرف أو غيرها من المؤسسات المالية، والتي تمكن العملاء من أداء مجموعة من المعاملات المالية عبر الهاتف، دون الحاجة لزيارة فروع البنك أو آلة الصراف الآلي.

## الخدمات
الاطلاع على حسابك وإجراء معاملاتك المصرفية في أي وقت وعلى مدار الساعة. وتقدم مجموعة من الخدمات المتنوعة والسريعة من خلال الهاتف، والتي قد تشمل:
- استعلام عن رصيد حسابك الشخصي
- استفسار حول اخر المعاملات المصرفية
- دفع فواتير أو رسوم الخدمات الحكومية والعامة أو المخالفات المرورية
- إضافة المستفيدين
- سداد مستحقات بطاقات الائتمان واقساط التمويل
- تحويل الأموال بين الحسابات
- تحويل الأموال محلياً وخارجياً
- تفعيل بطاقات الائتمان
- إيقاف البطاقات
- الاكتتاب في الشركات